# Пестешур
Пестешу́р — бывшая деревня в Верх-Люкинском сельском поселении Балезинского района Удмуртии. Центр поселения — деревня Верх-Люкино.
Население — 6 человек в 1961.
У деревни течёт речка Мундес — левый приток реки Варыж.